# 会祥大慶
会祥大慶（かいしょうだいけい、Hội Tường Đại Khánh、ホイトゥンダイカイン）は、ベトナム、李朝の仁宗李乾徳の治世で使われた元号。1110年 - 1119年。

## 西暦等との対照表
| 会祥大慶 | 元年    | 2年      | 3年     | 4年     | 5年     | 6年     | 7年     | 8年     | 9年              | 10年             |
| 西暦     | 1110年  | 1111年   | 1112年  | 1113年  | 1114年  | 1115年  | 1116年  | 1117年  | 1118年           | 1119年           |
| 干支     | 庚寅    | 辛卯     | 壬辰    | 癸巳    | 甲午    | 乙未    | 丙申    | 丁酉    | 戊戌             | 己亥             |
| 宋       | 大観4年 | 政和元年 | 政和2年 | 政和3年 | 政和4年 | 政和5年 | 政和6年 | 政和7年 | 政和8年 重和元年 | 重和2年 宣和元年 |

| 前の元号 龍符 | ベトナムの元号 李朝 | 次の元号 天符睿武 |